# Лимасол
Лимасо́л, или Лемесо́с (греч. Λεμεσός [lemeˈsos], тур. Leymosun [леймосун], англ. Limassol [ˈlɪməsɒl]), — город на юге Кипра, второй по величине город страны, крупный экономический, культурный и финансовый центр. Население — 245 тыс. человек (на 1 ноября 2017 года).

## География
Лимасол расположен на берегу залива Акротири между древними городами Курион и Аматус, поэтому византийцы называли его Неаполис («новый город»). От Аматуса до центра современного Лимасола вдоль набережной тянется туристическо-курортная зона.

## История
Наиболее древние могилы датируются 2000 годом до нашей эры. Древние историки не оставили упоминаний о годе основания города.
В 327 году Елена Равноапостольная приняла решение построить недалеко от Лимасола церковь.
В мае 1191 года близ Лимасола произошло сражение между направлявшимися в Палестину английскими крестоносцами короля Ричарда Львиное Сердце и войском деспота Кипра Исаака II Ангела.
В 1221 году город погрузился под землю после разрушительного землетрясения.
В 1426 году Лимасол был взят и разграблен египетскими войсками мамлюкского султана Барсбея.

## Население
Численность местного населения — 240 тыс. человек. Традиционно в Лимасоле проживали как греки-киприоты, так и турки-киприоты. После 1974 года большинство турок-киприотов выехало на Северный Кипр. В 1990-х годах часть их вернулась, поселившись в турецком квартале Лимасола.
В городе проживает много экспатов (греков из Греции), англичан, румын, болгар, филиппинцев, а также русских (около 8—9 %), имеется небольшая армянская диаспора (около 1250 человек), имеющая собственную церковь.
17 % населения — русскоговорящие.

## Культура
В Лимасоле действует исторический музей, расположенный в средневековом замке. Есть археологический музей, картинная галерея, а также руины старого города Лимоссо.
В Лимасоле есть театр Rialto, в котором проходят не только театральные постановки, но и музыкальные фестивали.
Раз в год перед Великим постом в Лимасоле проходит десятидневный карнавал.
Кроме этого, в городе есть большой Городской парк, где с конца августа по сентябрь проводится Винный фестиваль, являющийся полюсом притяжения как для жителей города, так и для туристов. На территории парка располагается зоопарк и вместительный амфитеатр.
В одном из самых красивых и известных зданий города размещается Городская библиотека (особняк Пилава́киса), которая вошла в состав университетских библиотек Технологического университета Кипра.
В 2019 году на берегу Средиземного моря был открыт Монумент Мира и Толерантности.
В 2024 году в здании хранилища рожкового дерева в индустриальном районе Чифликудия был основан некоммерческий фонд PSI для показа современного искусства. Первая выставка “Отпечатки острова 2024”, посвященная 50-летию турецкого вторжения, была провозглашена Премией Фукиса “Культурным событием года”.